# Ралф Фирман
Ралф Фирман на английски (Ralph Firman) е ирландски пилот от Формула 1 роден на 20 май 1975 година в Норич, Великобритания. Във формула едно има 15 участия и една точка, като е карал само за екипа на Джордан.